# 2-й провулок Чернишевського (Мелітополь)
2-й провулок Чернишевського — провулок у місті Мелітополь. Йде від вулиці Чернишевського до Петропавлівського провулка.

## Назва
Провулок названий на честь Миколи Чернишевського (1828–1889) — російського філософа-утопіста, публіциста, письменника і революціонера.
Також в Мелітополі є вулиця Чернишевського, 1-й і 3-й провулки Чернишевського. Крім того, у 1939 році в офіційних постановах згадується форштадт Чернишевського (форштадтами в Мелітополі називалися аналоги провулків).

## Історія
Точний час виникнення провулка невідомий. Вперше про нього згадано 17 січня 1939 року.